# Emerson Pinheiro
Emerson Pinheiro, nome artístico de Emerson da Cruz Pinheiro (Rio de Janeiro, 13 de junho de 1974) é um cantor, compositor, produtor musical, arranjador e  pastor brasileiro. Ex-integrante da banda Quatro por Um, da qual foi fundador em 2002, e deixou em 2005. Também com dois álbuns solos, Emerson Pinheiro é um dos principais produtores musicais cristãos brasileiros no meio protestante.
Nos seus 8 anos de idade, o cantor foi curado de uma leucemia, e durante a adolescência aprendeu a tocar bateria e teclado. O músico também é casado com a cantora Fernanda Brum O artista tem como principal influência o tecladista cristão Pedro Braconnot, que também foi padrinho de seu casamento e o incentivou na produção e profissionalização musical.

## Discografia
Carreira solo
- 2008: Eu Estava Lá
- 2010: Adorarei
- 2016: Carpinteiro
- 2017: Live Session

Com o Quatro por Um
- 2002: Quatro por Um
- 2004: De Volta à Inocência

Como produtor musical e/ou músico convidado
- 1995: Meu Bem Maior - Fernanda Brum (produção musical e arranjos)
- 1997: Colores del amor - Voices (produção musical e arranjos)
- 1997: Sonhos - Fernanda Brum (produção musical e arranjos)
- 1998: O Verdadeiro Amor - Ludmila Ferber (produção musical e arranjos)
- 1999: Corações Gratos - Voices (produção musical e arranjos)
- 1999: Deus é Bom Demais - Ludmila Ferber (produção musical e arranjos)
- 1999: Coração Adorador - Marina de Oliveira (produção musical e arranjos)
- 1999: O Que Diz Meu Coração - Fernanda Brum (produção musical e arranjos)
- 2000: Aviva - Marina de Oliveira (produção musical e arranjos)
- 2000: Por Toda Vida - Voices (produção musical e arranjos)
- 2000: Só Pra Te Amar - Rayssa & Ravel (produção musical e arranjos, com Melk Carvalhêdo)[5]
- 2001: Feliz de Vez - Fernanda Brum (produção musical e arranjos)
- 2001: Deus Proverá - Eyshila (produção musical e arranjos)
- 2001: Coração de Criança - Voices (produção musical e arranjos)
- 2001: Um Novo Coração - Jozyanne (produção musical e arranjos)
- 2002: Quebrantado Coração  - Fernanda Brum (produção musical e arranjos)
- 2002: Aliança - Voices (produção musical e arranjos)
- 2002: Deus Disse Sim  - Liz Lanne (produção musical e arranjos)
- 2003: Faz Chover - Fernandinho (teclado)
- 2003: Jardim Secreto da Adoração - Alda Célia (produção musical e arranjos)
- 2004: Apenas um Toque - Fernanda Brum (produção musical e arranjos)
- 2004: Adoração - PG (produção musical e teclado)
- 2004: Paixão de Cristo: O Musical - Vários artistas (produção musical)
- 2005: Abundante Chuva - Fernandinho (teclado)
- 2005: Vento do Espírito - Bruna Karla (produção musical e arranjos)
- 2005: Sementes da Fé - Cassiane (shofar)
- 2005: Acústico - Voices (produção musical e arranjos)
- 2005: Terremoto - Eyshila (produção musical e arranjos)
- 2006: Profetizando às Nações - Fernanda Brum (produção musical e arranjos)
- 2006: Menina, Levanta-Te - Liz Lanne (produção musical e arranjos)
- 2006: Meu Silêncio: Ministração Profética entre Amigos e Irmãos - Ao Vivo  - Marina de Oliveira (produção musical e arranjos)
- 2006: Posso ir Além - Alda Célia (produção musical e arranjos)
- 2007: Sobreviverei - Voices (produção musical e arranjos)
- 2008: Permíteme - Marina de Oliveira (produção musical e arranjos)
- 2008: Natal - Voices (produção musical e arranjos)
- 2008: Cura-Me - Fernanda Brum (produção musical e arranjos)
- 2008: Lugar Mais Alto - Wilian Nascimento (produção musical e arranjos)
- 2008: Amigas - Fernanda Brum e Eyshila (produção musical e arranjos)
- 2009: Por me Amar - Arianne (produção musical e arranjos)
- 2009: Advogado Fiel[6] - Bruna Karla (produção musical e arranjos)
- 2009: Nada Pode Calar Um Adorador[7] - Eyshila (produção musical e arranjos)
- 2010: Amo Você 16[8] - Vários artistas (produção musical e arranjos)
- 2010: Amigas 2[9] - Fernanda Brum e Eyshila (produção musical e arranjos)
- 2010: Glória[10] - Fernanda Brum (produção musical e arranjos)
- 2010: Celestial - Elaine de Jesus (produção musical e arranjos)
- 2010: Tempo de Voltar[11] - Arianne (produção musical e arranjos)
- 2010: Teus Planos - Rafael Araújo (produção musical e arranjos)
- 2011: Som do Amor[12] - Cristina Mel (produção musical e arranjos)
- 2011: Minhas Canções na Voz dos Melhores - Volume 4 - Vários artistas (produção musical e arranjos)
- 2011: Românticos - Vários artistas (produção musical e arranjos)
- 2011: Exclusivamente Seu - Jairo Bonfim (produção musical e arranjos)
- 2011: Glória in Rio - Fernanda Brum (produção musical e arranjos)
- 2011: Ao Vivo - Bruna Karla (produção musical e arranjos)
- 2011: Um Novo Dia - Ministério Sopro de Deus (produção musical e arranjos)
- 2011: Sonhos não Têm Fim [13] - Eyshila (produção musical e arranjos)
- 2012: Para Sempre - Voices (produção musical e arranjos)
- 2012: Liberta-me - Fernanda Brum (produção musical e arranjos)
- 2012: Aceito o Teu Chamado - Bruna Karla (produção musical e arranjos)
- 2012: Jesus, o Brasil Te Adora - Eyshila (produção musical e arranjos)
- 2013: O Maior Troféu - Damares (produção musical e arranjos)
- 2013: Eu Clamei - Jairo Bonfim (produção musical e arranjos)
- 2013: A Música da Minha Vida - Arianne (produção musical e arranjos)
- 2013: Diploma de Vencedor - Andrea Fontes (produção musical e arranjos)
- 2014: A Porta - Ariely Bonatti (produção musical e arranjos)
- 2015: Da Eternidade - Fernanda Brum (produção musical e arranjos)
- 2016: Ao Vivo em Israel - Fernanda Brum (produção musical e arranjos)
- 2017: Som da Minha Vida - Fernanda Brum (produção musical e arranjos)
- 2017: Eu Vou Continuar - Marcos Freire (produção musical e arranjos)
- 2018: Live Session - Fernanda Brum (produção musical e arranjos)
- 2019: Terceiro Céu - Fernanda Brum (produção musical e arranjos)
- 2020: Águas Profundas - Fernanda Brum (produção musical e arranjos)
- 2021: Teu Altar - IPAN Music (produção musical e arranjos)
- 2021: Do Éden ao Éden - Fernanda Brum (produção musical e arranjos)
- 2022: Reunion no Sintonize - Fernanda Brum (produção musical e arranjos)
- 2023: Onde o Fogo Não Apaga - Fernanda Brum (produção musical e arranjos)
- 2023: Amar e Perdoar - Fernanda Brum (produção musical e arranjos)
- 2024: 30 Anos na África - Fernanda Brum (produção musical e arranjos)
- 2025: Milagre - Fernanda Brum (produção musical e arranjos)

## Prêmios e Indicações
Emerson Pinheiro teve várias produções indicadas a diferentes premiações, sendo reconhecido e premiado em algumas ocasiões por seu trabalho como produtor musical, tanto em prêmios de grande relevância nacional quanto internacional.

### Grammy Latino(como Produtor Musical)
| Ano  | Categoria                                         | Álbum                                    | Resultado |
| ---- | ------------------------------------------------- | ---------------------------------------- | --------- |
| 2004 | Melhor Álbum de Música Cristã (língua portuguesa) | Discipulos Teus - Min. Nova Jerusalém    | Indicado  |
| 2005 | Melhor Álbum de Música Cristã (língua portuguesa) | Terremoto - Eyshila                      | Indicado  |
| 2008 | Melhor Álbum de Música Cristã (língua portuguesa) | Cura-me - Fernanda Brum                  | Indicado  |
| 2009 | Melhor Álbum de Música Cristã (língua portuguesa) | Advogado Fiel - Bruna Karla              | Indicado  |
| 2013 | Melhor Álbum de Música Cristã (língua portuguesa) | Jesus, o Brasil quer te Adorar - Eyshila | Indicado  |
| 2013 | Melhor Álbum de Música Cristã (língua portuguesa) | Aceito o Teu Chamado - Bruna Karla       | Indicado  |
| 2015 | Melhor Álbum de Música Cristã (língua portuguesa) | Da Eternidade - Fernanda Brum            | Venceu    |
| 2017 | Melhor Álbum de Música Cristã (língua portuguesa) | Ao Vivo em Israel - Fernanda Brum        | Indicado  |
| 2018 | Melhor Álbum de Música Cristã (língua portuguesa) | Som da Minha Vida - Fernanda Brum        | Venceu    |